# Ashim Ahluwalia

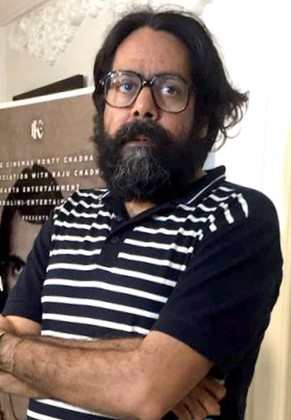
Ashim Ahluwalia (2017)

Ashim Ahluwalia (Marathi अशीम अहलुवालीया; * 1972 in Mumbai, Maharashtra) ist ein indischer Regisseur und Filmemacher.

## Frühes Leben
Ashim Ahluwalia wuchs in Bombay (Indien) auf. Er besuchte die Cathedral and John Connon Schule der Stadt, bevor er zum Bard College in der Nähe von New York ging, wo er 1995 einen Abschluss im Filmbereich absolvierte.

## Karriere
Ahluwalia begann seine Film-Karriere mit einer Reihe von experimentellen Filmen, welche zwischen 1993 und 2002 erstellt wurden. Sein erstes Werk, The Dust (1993), schuf er durch das Überarbeiten von Heimvideos seines Großvaters aus den 1950er Jahren.
Ahluwalia studierte Film in New York und gründete 1999 Film Republic, um unabhängige indische Filme zu produzieren. Sein Film John & Jane lief im Forum des Jungen Films im Rahmen der Internationalen Filmfestspiele 2006 in Berlin.

## Filmografie
- 2000: Thin Air
- 2005: John & Jane